# Sanusijja
Sanusijja, senusija (arab. سنوسية) – sufickie bractwo muzułmańskie w islamie sunnickim założone ok. 1837 roku w Mekce przez Muhammada ibn Alego as-Sanusiego. Bractwo opowiadało się za tradycjonalizmem wyznaniowym i społecznym, głosiło powrót do idei pierwotnego islamu i źródeł wiary. Prowadziło także działalność misjonarską wśród ludności Sahary i środkowej Afryki. 
Na przełomie XIX i XX wieku zyskało wielu zwolenników wśród beduinów i mieszkańców Syrtyki, egipskiej części Pustyni Libijskiej, południowej Trypolitanii, Fazzanu, środkowej Sahary i Hidżazu. Bractwo przewodziło plemionom libijskim przeciw francuskiej ekspansji na Saharze i włoskiej kolonizacji Libii. W 1951 roku Muhammad Idris ibn Muhammad al-Mahdi as-Sanusi, przywódca bractwa i wnuk Muhammada ibn Alego as-Sanusiego, został koronowany na króla Libii jako Idris I. W 1969 roku Mu’ammar al-Kaddafi przeprowadził zamach stanu detronizujący króla Idrisa, przebywającego wtedy na leczeniu w Turcji.